# Függetlenség és Demokrácia
A Függetlenség és Demokrácia (angolul: Independence/Democracy (IND/DEM), franciául: Groupe Indépendance/Démocratie) az euroszkeptikus politikai pártokat tömörítő csoport volt az Európai Parlamentben 2004 és 2009 között. A 2004-es csúcspontján 37 képviselővel rendelkezett a frakció és csak a 6. parlamenti ciklusban létezett. Ideológiailag erősen ellenezték az Európai Unió intézményét és a jobboldali politikai spektrumon belül a radikális, populista jobboldalon helyezkedtek el.  

## Története
A 2004-es európai parlamenti választások az euroszkeptikus pártok számára jó eredménnyel zárultak, miután 37 képviselőjük is mandátumot szerzett. A Függetlenség és Demokrácia képviselőcsoportot 2004. július 20-án hozták létre a Demokráciák és Sokféleségek Európája utódjaként. Tagja volt az Egyesült Királyság Függetlenségi Pártja, a dán Június Mozgalom, a francia Mozgalom Franciaországért, a görög Ortodox Népi Riadó, az olasz Északi Liga, a holland Keresztény Unió–Református Politikai Párt, a svéd Június Lista, a lengyel Családok Ligája, a cseh Független Demokraták és egy független képviselő Írországból.
2008-ra 22 fősre apadt a csoport, miután egy botrányt követően az olasz Északi Liga kizárásra került és elhagyták a csoportot. A lengyel Családok Ligája képviselői szintén kiléptek, bár nem mind és nem egyszerre.
 A 2009-es választást követően 4 tagállamból mindössze 18 képviselőt választottak meg, ami nem érte el az Európai Parlament eljárási szabályzatában meghatározott küszöböt.
2009. június 30-án arról számoltak be, hogy a Függetlenség és Demokrácia maradványai egyesülnek egy másik megszűnő csoport, az Unió a Nemzetek Európájáért (UEN) maradványaival, hogy létrehozzanak egy új csoportot, amelynek hivatalos nevét még nem határozták meg.
2009. július 1-jén sajtótájékoztatón jelentették be az új csoport nevét, melynek a Szabadság és Demokrácia Európája nevet adták.

## Tagok

### 6. Európai Parlament (2004–2009)
| Ország             | Párt                                              | Ideológia                                                  | Képviselők száma |
| ------------------ | ------------------------------------------------- | ---------------------------------------------------------- | ---------------- |
| Egyesült Királyság | Az Egyesült Királyság Függetlenségi Pártja (UKIP) | jobboldali populizmus brit nacionalizmus euroszkepticizmus | 11 / 78          |
| Franciaország      | Mozgalom Franciaországért                         | konzervativizmus francia nacionalizmus euroszkepticizmus   | 3 / 78           |
| Dánia              | Június Mozgalom                                   | euroszkepticizmus szociálliberalizmus                      | 1 / 14           |
| Svédország         | Június Lista                                      | euroszkepticizmus populizmus                               | 3 / 19           |
| Görögország        | Ortodox Népi Riadó                                | vallási konzervativizmus jobboldali populizmus             | 1 / 24           |
| Hollandia          | Keresztény Unió–Református Politikai Párt         | kereszténydemokrácia euroszkepticizmus                     | 2 / 27           |
| Csehország         | Független Demokraták                              | euroszkepticizmus populizmus                               | 1 / 24           |
| Lengyelország      | Lengyel Családok Ligája                           | nemzeti konzervativizmus politikai katolicizmus            | 10 / 54          |
| Olaszország        | Északi Liga                                       | regionalizmus jobboldali populizmus                        | 4 / 78           |
| Írország           | Kathy Sinnott (független)                         | –                                                          | 1 / 13           |
| Európai Unió       | Összesen                                          | Összesen                                                   | 37 / 732         |